# Contournements de Limoges

Le contournement de Limoges est un ensemble routier hétérogène permettant de contourner la ville par plusieurs voies.

## Liste des voies permettant le contournement
- l'A20 sert de contournement est. Les nombreuses sorties (neuf entre Limoges-Sud et Grossereix) donnent à l'autoroute la fonction d'une rocade qui dessert bien la ville et sa périphérie, et qui permet d'éviter la traversée de la ville et de ses embouteillages aux véhicules souhaitant par exemple relier Angoulême et Poitiers d'un côté, à Clermont-Ferrand et Toulouse de l'autre côté, via la N 520 (ex D 2000).

Les différents autres contournements cités ci-après se connectent à l'A20. Ainsi, la N520 (ex D2000) joint l'autoroute au nord de Beaubreuil (sortie 28), le boulevard périphérique de Limoges rejoignant l'A20 à Brachaud (sortie 30) pour la partie nord (rocade nord sur le plan), et à Crochat (sortie 36) pour la partie sud.
- la N 520 (ex D 2000 est le « grand contournement nord-ouest » de Limoges. Elle relie la N 141 (vers Angoulême) à l'A20,et est prolongée au sud-ouest par une route portant le nom de D 2000 :
- la D 2000, donc, est le « grand contournement sud-ouest » de Limoges. Elle prolonge la N 520 (contournement nord-ouest précité), en partant de la N 141 et rejoignant la N 21 à Aixe-sur-Vienne.
- la N 520 définissait également de 1992 à 2006 le boulevard périphérique de Limoges qui joint l'A 20 au niveau de Beaubreuil (sortie 30) à la même autoroute (sortie 33) après avoir ceint la ville par l'ouest (la portion N 21-A 20 a conservé le nom de N 520).
- la « voie de liaison sud » contourne les quartiers sud de la ville. Elle relie le boulevard périphérique (Clos-Moreau) à l'A20 (sortie 36) et permet d'éviter le passage par le boulevard périphérique le long de la Vienne (portion sud-est), souvent engorgé par les voitures.

Il existait un projet de création du « grand contournement sud-est », qui devait relier la N 520, la N 141 et la D 2000 à l'autoroute A20, vraisemblablement au niveau de la sortie 37 (Boisseuil), mais celui-ci a été abandonné en mars 2017, l'arrêté préfectoral relatif à cet aménagement étant arrivé à échéance.